# Leonid Polterovich
Léonid Polterovich (en hébreu : ליאוניד פולטרוביץ  ; en russe : Леонид В. Полтерович), né le 30 août 1963 à Moscou, est un mathématicien russo-israélien en poste à l'université de Tel Aviv. Son domaine de recherche comprend la géométrie symplectique et les systèmes dynamiques.

## Biographie
Originaire de Moscou, Polterovich a obtenu son diplôme en mécanique à l'Université d'État de Moscou en 1984. Après cela, il a travaillé comme ingénieur à l'institut national de recherche en énergie Krzhizhanovsky à Moscou jusqu'en 1987,  et de 1987 à 1989 en tant que scientifique en certification. Dans les années 1980, il a publié des articles sur les systèmes dynamiques. En 1990, il a obtenu son doctorat en mathématiques à l'université de Tel Aviv en 1990 sous la supervision de Yakov Grigorevich Sinai et Vitali Davidovich Milman avec une thèse intitulée Topology Invariants of Lagrange Embeddings and Hamiltonian Dynamics. s pures de l'Université de Tel Aviv. En 2009, il a été professeur invité à l' Université de Chicago et en 1997/98 à l'École polytechnique fédérale de Zurich. En 2010, il était professeur invité au MSRI de Berkeley.

## Recherche
Polterovich travaille sur les systèmes dynamiques hamiltoniens, la géométrie symplectique et les variétés de contact. Il a obtenu de nouveaux résultats avec des méthodes analytiques complexes. Avec Eliashberg, il a résolu le problème du nœud de Lagrange dans les variétés de dimension 4.
Parmi ses élèves, il y a Paul Biran.

## Prix et distinctions
En 1996, Polterovich a reçu le prix de la Société mathématique européenne et en 1998 le prix Erdős. En 1998, il a été conférencier invité du Congrès international des mathématiciens de Berlin. En 2003, il a reçu le prix Michael Bruno de la Fondation Rothschild. En 2016, il a donné une conférence plénière au Congrès européen de mathématiques de Berlin (Rigidité symplectique et mécanique quantique).

## Publications (sélection)
Le Zentralblatt MATH recense 92 publications, dont 6 livres, pour Léonid Polterovich.
- The geometry of the group of symplectic diffeomorphisms, Bâle, Birkhäuser, coll. « Lectures in Mathematics, ETH Zürich », 2001, xii + 132 (ISBN 3-7643-6432-7, MR 1826128, zbMATH 1197.53003).
- avec Daniel Rosen, Karina Samvelyan et Jun Zhang, Topological persistence in geometry and analysis, Providence, RI, American Mathematical Society, coll. « University Lecture Series » (no 74), 2020, xi + 128 (ISBN 978-1-4704-5495-1 et 978-1-4704-5679-5, zbMATH 07275267).
- avec Dusa McDuff (appendice de Yael Karshon), « Symplectic packings and algebraic geometry », Invent. Math., vol. 115, no 3,‎ 1994, p. 405–434.
- avec Misha  Bialy, « Geodesics of Hofer's metric on the group of Hamiltonian diffeomorphisms », Duke Math. J., vol. 76, no 1,‎ 1994, p. 273–292.
- avec  François Lalonde et Dusa McDuff, « Topological rigidity of Hamiltonian loops and quantum homology », Invent. Math., vol. 135, no 2,‎ 1999, p. 369–385.
- avec Michael Entov, « Calabi quasimorphism and quantum homology », Int. Math. Res. Not., no 30,‎ 2003, p. 1635–1676.
- avec Paul Biran et Dietmar Arno Salamon, « Propagation in Hamiltonian dynamics and relative symplectic homology », Duke Math. J., vol. 119, no 1,‎ 2003, p. 65–118.
- avec Michael Entov, « Rigid subsets of symplectic manifolds », Compos. Math., vol. 145, no 3,‎ 2009, p. 773–826.